# Elasmostethus ligatus
Elasmostethus ligatus  (лат.) — вид полужесткокрылых насекомых из семейства древесных щитников. Распространён в Австралии — на юго-восточном побережье Нового Южного Уэльса, северо-восточном побережье Квинсленда, юго-восточном побережье Южной Австралии, на Тасмании, юго-восточном побережье Виктории. Ведут древесный и дневной образ жизни. Питаются на древесных и травянистых растениях, высасывая из листьев соки.